# Jacinto Fernandes Gil, 1.º Visconde de Porto Formoso
Jacinto Fernandes Gil (Ponta Delgada, 21 de Junho de 1821 — Ponta Delgada, 29 de Janeiro de 1892) 1.º visconde de Porto Formoso, foi um negociante e grande proprietário na ilha de São Miguel, Açores, que enveredou pela política, tendo sido deputado às Cortes e par do reino. No parlamento destacou-se na defesa dos interesses da economia açoriana e dos grandes proprietários e negociantes micaelenses.

## Biografia
Nasceu na cidade de Ponta Delgada, filho de Joaquim Fernandes Gil, natural da Figueira da Foz, conhecido pelo nome de Capitão Gil, que se fixou em Ponta Delgada no início do século XIX e que enriqueceu no comércio.
Continuou com os negócios iniciados pelo pai e adquiriu vastas propriedades na ilha de São Miguel, onde casou em 1869 com Maria Isabel Álvares Cabral. Na fase final da vida retirou-se do comércio e fixou residência em Lisboa.
Foi feito fidalgo cavaleiro da Casa Real e agraciado com o grau de comendador da Ordem de Cristo. Por decreto de D. Luís I de Portugal, a 26 de Janeiro de 1871 foi-lhe concedido o título de visconde do Porto Formoso.
Em 1869 foi eleito deputado pelo Partido Regenerador pelo círculo da Ribeira Grande. Em 1882 voltou ao parlamento, desta feita como deputado pelo círculo de Ponta Delgada. Em 1887 foi eleito Par do Reino pelo Distrito de Ponta Delgada.
Foi um grande benemérito, apoiando financeiramente diversas instituições de solidariedade da ilha de São Miguel, à quais entregou sempre os seus rendimentos de deputado.